# Peridontopyge adornata
Peridontopyge adornata är en mångfotingart som beskrevs av Pierrard. Peridontopyge adornata ingår i släktet Peridontopyge och familjen Odontopygidae. Inga underarter finns listade i Catalogue of Life.